# Le Jacquard français
 (juin 2023).
Si vous disposez d'ouvrages ou d'articles de référence ou si vous connaissez des sites web de qualité traitant du thème abordé ici, merci de compléter l'article en donnant les références utiles à sa vérifiabilité et en les liant à la section « Notes et références ».
En pratique : Quelles sources sont attendues ? Comment ajouter mes sources ?
Le Jacquard français est une société textile française spécialisée dans le linge de maison.

## Histoire
Fondée en 1888 à Gérardmer dans les Vosges sous le nom « Établissements Nathan Lévy », le Jacquard Français est une entreprise française créant essentiellement du linge de table, du linge d'office et du linge de bain et de plage. La société dispose d'un savoir-faire dans le tissage, et est spécialisée dans le coton peigné longue fibre et dans le lin.
Dès 1978, la marque collabore à l'élaboration de sa collection avec Primrose Bordier, jusqu'à sa mort en 1995. Aujourd'hui encore, ce sont les collaboratrices de la créatrice qui imaginent les nouvelles collections du Jacquard Français.
La marque reprend encore aujourd'hui des techniques ancestrales qui l'ont vue naître, en les alliant à des innovations techniques, comme l'enduction.